# Lucie Smutná
Lucie Smutná (* 14. April 1991 in Liberec) ist eine tschechische Volleyballspielerin.

## Karriere

### Verein
Smutná begann ihre Karriere bei VK TU Liberec und spielte zu dieser Zeit auch schon für die Jugend- und Juniorinnennationalmannschaften der Tschechischen Republik. 2010 wechselte sie zu Slavia Prag. Sie wurde 2012 vom deutschen Bundesligisten Köpenicker SC verpflichtet. Zur Saison 2013/14 wechselte sie in die italienische Liga zu Foppapedretti Bergamo und zur Saison 2014/15 zu Volley Soverato. Im Oktober 2015 kehrte Smutná in die deutsche Bundesliga zurück und spielte bis Ende des Jahres beim USC Münster. Im Februar 2016 wechselte sie in die Türkei zu Halkbank Ankara.
Im Sommer 2016 kehrte sie erneut zurück in die Bundesliga zum deutschen Meister Dresdner SC, wo sie in der anschließenden Saison Dritte in der Meisterschaftswertung wurde. Anfang Mai 2017 bekannt, dass der auslaufende Vertrag von Lucie Smutná – ebenso wie die Verträge von Barbora Purchartová, Jocelynn Birks, Brittnee Cooper sowie Jennifer Cross – nicht verlängert wird. Sie wechselte in der Folge nach Frankreich zu Pays d’Aix Venelles Volley-Ball und 2018 zum rumänischen Verein CSM Volei Alba Blaj.

### Nationalmannschaft
Mit der tschechischen Nationalmannschaft gewann sie 2012 die Europaliga.